# آندری آمادور
آندری آمادور (انگلیسی: Andrey Amador؛ زادهٔ ۲۹ اوت ۱۹۸۶) دوچرخه‌سوار اهل کاستاریکا است.
از باشگاه‌هایی که در آن بازی کرده‌است می‌توان به کنندیل–دراپاک، تیم موویستار، و تیم اسکای اشاره کرد.
وی در مسابقات کشوری و بین‌المللی در مجموع برندهٔ ۱ مدال برنز شده‌است.